# Étienne Guibourg
Pour les articles homonymes, voir Guibourg.
 (août 2014).
Si vous disposez d'ouvrages ou d'articles de référence ou si vous connaissez des sites web de qualité traitant du thème abordé ici, merci de compléter l'article en donnant les références utiles à sa vérifiabilité et en les liant à la section « Notes et références ».
Étienne Guibourg, né vers 1610 et mort en janvier 1686, est un prêtre catholique et occultiste français, connu pour avoir célébré de nombreux rituels satanistes et pour son implication dans l'affaire des poisons, lors de laquelle il aurait célébré une série de messes noires à la demande de Catherine Deshayes dite la Voisin.

## Biographie

### Jeunesse
L'abbé Guibourg prétend être le fils illégitime d'Henri II de Montmorency. Il exerce d'abord la charge de chapelain du comte de Montgomery. Puis il devient sacristain de l'église Saint-Marcel de Saint-Denis.
Malgré sa fonction, il garde une maîtresse à long terme, Jeanne Chanfrain, avec qui il a plusieurs enfants. Il déclare aussi avoir eu une relation avec M. Pinon Dumartray, un parent de Nicolas Fouquet.
Prêtre défroqué, il est également réputé pour ses connaissances en chimie. Il était connu pour sa concoction d'Avium risus, un poison qui provoque la mort par le rire quand consommé à grande dose.
Il témoigne d'un dessein de complot d'empoisonnement contre Jean-Baptiste Colbert. Il déclare avoir donné du poison à un dénommé Damy, chargé de l'empoisonnement. La dose ne fut cependant pas suffisamment élevée, et ne rendit que très faiblement malade la victime.

### Messes noires
Selon son procès et de nombreux témoignages, Guibourg aurait effectué une série de messes noires avec la Voisin. Certaines de ces messes auraient même été célébrées pour Mme de Montespan autour de 1672 ou 1673. De manière générale, il était rémunéré pour effectuer des messes noires, qu'il effectuait systématiquement sur le ventre dénudé d'une femme.
En 1679, lassé de Mme de Montespan, le roi prit une nouvelle maîtresse, Mlle de Fontanges.
La légende veut que lorsqu'elle sut cela, Mme de Montespan essaya désespérément d’empoisonner le roi et sa maîtresse. Aussi, décida-t-elle de quérir les services d’une de ses amies, la Voisin, concoctrice de cosmétiques, de poisons en tous genres, de drogues et magicienne à ses heures. Elle organisa une messe afin que Mme de Montespan retrouvât l’amour de son roi, en l’échange de forts honoraires.
Pour plus de résultats, la messe devait être récitée trois fois.
La première fois, Mme de Montespan rejoignit l'abbé Guibourg à Villebouzin dans un châtelet isolé entre Paris et Orléans. Elle se dévêtit et se coucha sur les dalles froides et humides du château, les bras en croix, un cierge dans chaque main, et l’abbé déclama la messe sur son corps, un calice sur son ventre. Puis, il souleva un nourrisson, lui trancha la gorge et récolta son sang dans le calice. Tous deux récitèrent ces paroles : « Astaroth, Asmodée, princes d'amour, je vous conjure d'accepter le sacrifice de cet enfant. En échange, je voudrais conserver l'affection du roi, la faveur des princes et des princesses de la cour et la satisfaction de tous mes désirs ».
Le deuxième office eut lieu de la même manière, mais dans les ruines d’une cabane retirée en pleine campagne.
La troisième se déroula dans une maison chic de la rue Beauregard, à Paris, la demeure de la Voisin en personne. On a conservé le témoignage de la fille de la Voisin obtenu sous la torture, qui raconte comment elle aida sa mère à préparer la cérémonie. Elle étendit un matelas sur des sièges, un tabouret à chaque bout. La Voisin avait accroché des tentures sur les fenêtres, rendant la pièce sombre. Elle avait aussi disposé un ou deux chandeliers dans les coins. L’abbé Guibourg portait une chasuble blanche, brodée de pives noires. Mme de Montespan était entrée nue et s’était allongée sur le matelas. On lui mit un napperon sur le ventre, un crucifix et un calice dessus. On raconte aussi que durant ce culte, le sang du nourrisson ne coulait pas car il était né prématurément, et Guibourg avait dû transpercer son cœur pour recueillir un peu de son sang. Mme de Montespan en rapporta un petit peu pour en mettre dans la nourriture du roi.

### Arrestation et emprisonnement
En 1680, une autre empoisonneuse, Françoise Filastre (la Filastre), lors de son interrogatoire dans le cadre de l'affaire des poisons, affirme que l'abbé Guibourg a effectué une série de messes noires. Guibourg est alors arrêté et avoue cela, ainsi que d'autres crimes. Il est condamné à la prison à vie et meurt en 1686 à la citadelle de Besançon. Il côtoiera Romany, un des complices de la Voisin qui sera incarcéré 48 ans (il meurt en 1730) et l'occultiste Adam Lesage (en). Parmi les autres prisonniers notables de Besançon figurent : Manon Bosse, fille de la Bosse, une autre empoisonneuse qui sera finalement envoyée au couvent et l'alchimiste Rabel qui sera transféré au fort de Salses puis libéré, en 1686, sur ordre du roi.

## Dans la culture populaire
Dans l'épisode 9 de la saison 2 de la série Versailles, l'épisode de la messe noire avec Mme de Montespan est rejoué.